# Bell P-63 Kingcobra
Il Bell P-63 Kingcobra fu un aereo da caccia monomotore ad ala bassa sviluppato dall'azienda aeronautica statunitense Bell Aircraft Corporation nei primi anni quaranta ed utilizzato durante la seconda guerra mondiale.
Evoluzione del precedente P-39 Airacobra, avviata nel tentativo di correggerne i difetti, non fu mai ritenuto adatto al combattimento dall'United States Army Air Forces, che lo relegò al ruolo di traino per bersagli. Di conseguenza, quasi due terzi della produzione venne assegnata all'Unione Sovietica e circa 300 esemplari alle unità della Francia Libera. Gli venne inizialmente assegnata la designazione provvisoria XP-39E, ma la quantità di modifiche apportate rispetto al predecessore, convinsero le autorità militari a considerarlo un nuovo modello, assegnandogli una denominazione propria.

## Storia del progetto

### XP-39E
Mentre il P-39 venne originariamente introdotto nel ruolo di caccia intercettore, durante le sue ultime fasi di sviluppo venne deciso di ridurne i costi di produzione e la complessità del motore rimuovendo l'impianto di sovralimentazione tramite turbocompressore. La conseguenza fu una drastica riduzione delle prestazioni ad alta quota e la Bell propose una serie di versioni sperimentali sulle quali testare diverse soluzioni tecniche.
Il risultante XP-39E si differenziava dai precedenti P-39D per due caratteristiche principali: l'adozione di un'ala riprogettata e di un diverso motore. La nuova velatura abbandonava il profilo alare NACA 0015 , delle precedenti versioni per adottare il NACA 0018 che consentiva un maggiore volume interno della struttura mentre per la propulsione venne adottato il nuovo Continental I-1430, un V12 rovesciato caratterizzato da un progetto avanzato che attingeva dall'esperienza acquisita sugli studi dei supermotori e dal miglioramento tecnico dei compressori.
Nell'aprile 1941 l'United States Army stipulò un contratto per la fornitura di tre prototipi, indicati con i numeri di serie 41-19501, 41-19502 e 42-7164. A causa dei problemi di gioventù di cui soffriva ancora al tempo della sua installazione, il previsto I-1430 venne sostituito dalla nuova versione -47 dell'Allison V-1710 che già equipaggiava i P-39. Ognuno dei prototipi adottava differenti configurazioni per ala ed impennaggio: 
- il 41-19501 adottava un elemento verticale arrotondato abbinato a piani orizzontali dalle estremità squadrate
- il 41-19502 aveva il timone e la deriva di forma squadrata ed ali con grandi raccordi alla radice
- il 42-7164 aveva tutte le superfici di volo squadrate

Nelle prove di volo l'XP-39E dimostrò di raggiungere una maggiore velocità rispetto al P-39 Airacobra standard, toccando i 621 km/h (386 mph) alla quota di 6 610 m (21 680 ft). Tuttavia l'XP-39E venne considerato inferiore ai P-39 Airacobra in tutti gli altri aspetti e non fu mai ordinata una sua produzione in serie.

### XP-63

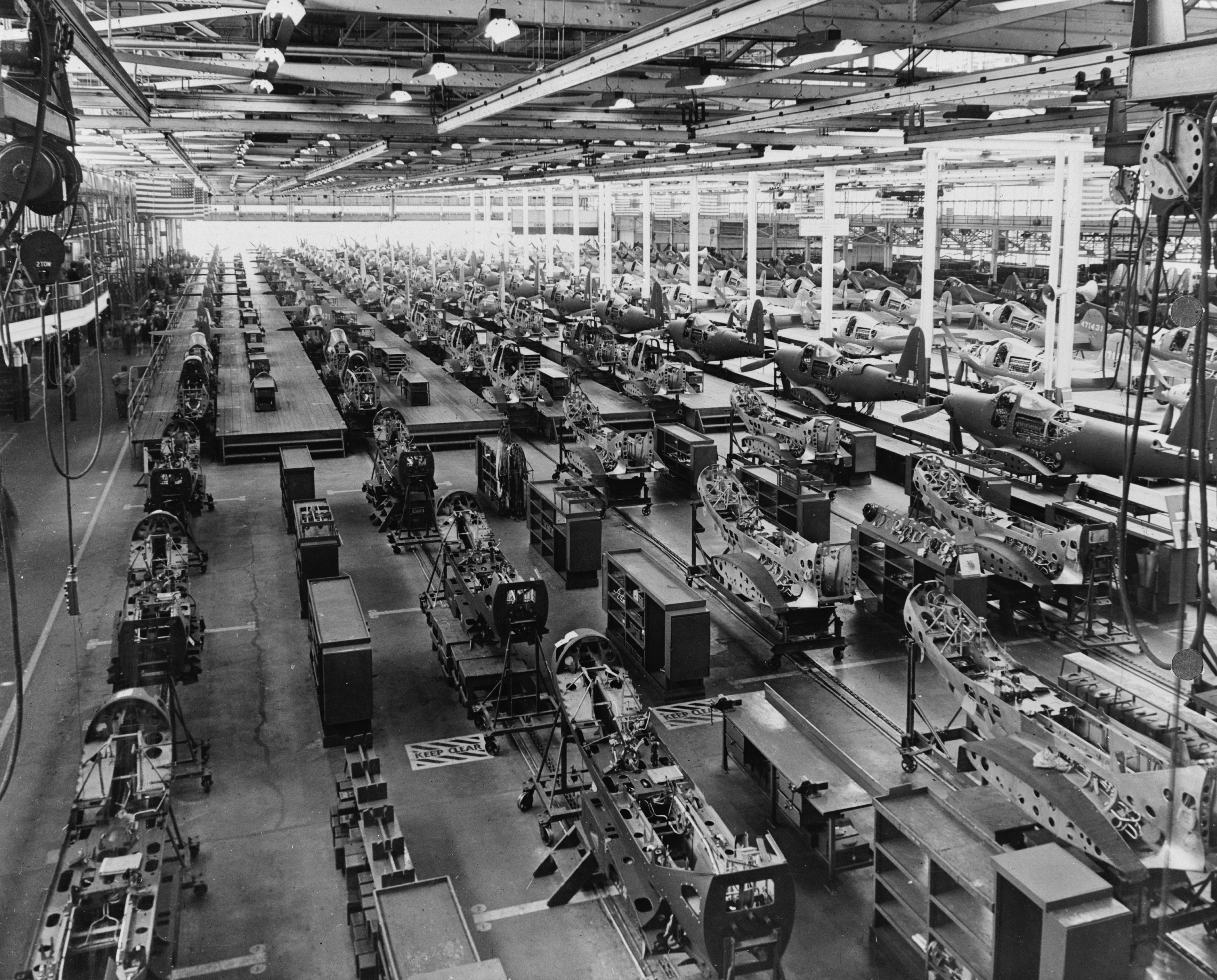
linea di assemblaggio dell'impianto Bell situato vicino a Niagara Falls, New York.

Sebbene l'XP-39E si fosse rivelato deludente, l'United States Army Air Forces (USAAF) era comunque interessata a dotarsi di un modello di maggiori dimensioni, basato sulla stessa impostazione di base. Prima del suo primo volo, il 27 giugno 1941, l'USAAF sottoscrisse un contratto per due prototipi in una versione ingrandita ma equipaggiati dallo stesso motore V-1710-47. Al nuovo progetto venne assegnata la designazione XP-63 ed ai due esemplari vennero assegnate le matricole 41-19511 e 41-19512. Venne anche ordinato un terzo prototipo, il 42-78015, questo però motorizzato Packard V-1650, cioè la versione realizzata su licenza negli Stati Uniti d'America del britannico Rolls-Royce Merlin.
L'ala venne nuovamente ridisegnata, questa volta adottando un nuovo profilo, il NACA 66(215)-116 con a=.6 alla radice ed il NACA 66(215)-216 con a=.6 all'estremità alare. La pianta risultava rastremata con un rapporto di circa 2:1, con un'apertura alare di 11,68 m (38 ft 4 in) ed una superficie alare di 23,04 m² (248 ft²). Al motore V-1710-47 venne montato un secondo compressore, che integrava il normale compressore monostadio e veniva messo in funzione tramite una frizione idraulica alla quota più elevata, aggiungendo così 10 000 ft (circa 3 000 m) alla quota operativa. Al motore fu abbinata un'elica quadripala di grande diametro, inoltre al fine di risolvere i problemi segnalati dal personale di terra, addetto alla manutenzione, per la scarsa accessibilità alle armi, situate nel naso dell'Airacobra, la fusoliera dell'XP-63 fu dotata di grandi pannelli carenati.
Nel settembre 1942, prima ancora che il prototipo volasse, l'USAAF stipulò un contratto di fornitura per la produzione in serie, identificandolo come P-63A (Model 33). L'armamento con cui furono equipaggiati i P-63A fu il medesimo adottato dai P-39Q, un singolo cannone M4 calibro 37 mm (1.46 in) sparante attraverso il mozzo dell'elica, una coppia di mitragliatrici M2 Browning calibro 0.50 in (12,7 mm) sincronizzate collocate sopra il naso e sparanti attraverso il disco dell'elica più altre due M2 collocate in gondole subalari. La traiettoria dei proiettili sparati dalle mitragliatrici era molto più piatta di quelli del cannone.
Il primo prototipo, serie 41-19511, venne portato in volo per la prima volta il 7 dicembre 1942 e rimase distrutto in un incidente il 28 gennaio 1943 a causa della mancata estensione del carrello in atterraggio. Il secondo prototipo, il 41-19512, volò il 5 febbraio 1943 e rimase anch'esso distrutto per incidente, in questo caso per un malfunzionamento del motore. Il 42-78015 che era destinato essere motorizzato con il Merlin (Packard V-1650), venne consegnato invece equipaggiato anch'esso con un Allison V-1710 in quanto i Merlin erano prioritariamente destinati ai North American P-51 Mustang. Tuttavia la nuova versione -93 Allison era accreditata di una potenza di combattimento pari a 1 500 hp (1 120 kW) al livello del mare, il che rese questo prototipo uno dei più veloci Kingcobra costruiti, raggiungendo i 678 km/h (421 mph) a 7 300 m (24 100 ft).

### P-63A Sovietico
La consegna dei P-63A di serie iniziò nell'ottobre 1943. L'USAAF ritenne comunque che il Kingcobra fosse inferiore al Mustang e decise di non sottoscrivere ordini consistenti. Gli Alleati tuttavia, in particolar modo l'Unione Sovietica, avevano una grande necessità di rifornire la propria aeronautica militare di caccia ed i sovietici erano già i più grandi utilizzatori degli Airacobra. Pertanto il Kingcobra venne avviato alla produzione per soddisfare le esigenze del programma Legge Affitti e prestiti. Nel febbraio 1944 il governo sovietico inviò un pilota collaudatore di grande esperienza, Andrey G. Kochetkov, ed un ingegnere aeronautico, Fyodor P. Suprun, agli stabilimenti Bell per partecipare allo sviluppo della prima variante di produzione, il P-63A. Inizialmente ignorato dagli ingegneri della Bell, Kochetkov risultò prezioso nel valutare le caratteristiche dei velivoli in vite (esperienza che sarebbe stata sfruttata negli studi sull'instabilità della cellula) contribuendo al successivo sviluppo del velivolo. Dopo che il recupero dalla vite piatta si rivelò impossibile, Kochetkov raccomandò ai piloti di NON entrare in vite. Il centro di gravità nel Kingcobra, verso la coda, fu spostato in avanti per facilitare l'uscita dalla vite, ricevendo un encomio dalla Irving Parachute Company.
Il P-63A-8, seriale 269261, fu ampiamente testato allo TsAGI nella più grande galleria del vento allora esistente. L'apporto sovietico fu significativo. Dato che l'Unione Sovietica era il più grande acquirente del modello, l'impegno della Bell nell'implementare le modifiche suggerite furono celeri, diretto risultato dell'intervento sovietico; ad esempio l'incrementata blindatura del posto di pilotaggio e la collocazione di punti d'attacco nella fusoliera per l'A-5, punti d'attacco subalari e serbatoi di carburante supplementari sulla A-6, e così via. L'Unione Sovietica sperimentò anche un carrello d'atterraggio integrato con sci nel P-63A-6, ma non fu mai adottato nella produzione in serie. L'apporto tecnico sovietico più significativo fu lo dello spostamento in avanti del cannone, che consentì di ottenere una vantaggiosa variazione del baricentro, ricavando uno spazio per aumentare da 30 a 58 i colpi della versione A-9. Il P-63 aveva una notevole velocità di rollio, superando gli statunitensi P-47, P-40, P-51 Mustang ed il caccia imbarcato della Marina imperiale giapponese della Marina Kawanishi N1K2 Shiden-Kai, con un tasso di 110° al secondo a 443 km/h (275 mph).

### L'L-39 con ala a freccia

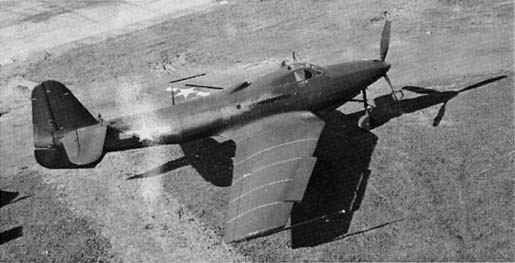
L'L-39 con ala a freccia, fusoliera estesa posteriormente, pinna ventrale sotto l'impennaggio ed elica tripala del P-39.

Dopo il termine della seconda guerra mondiale due P-63C, già usati durante il conflitto dalla United States Navy, furono modificati dalla Bell su loro specifica richiesta, in quanto interessati alla ricerca sulle caratteristiche di volo, di velivoli dotati di ali adatte alle alte velocità, in condizioni di velocità ridotta e di stallo aerodinamico. Sui velivoli venne montata una nuova ala caratterizzata da una freccia alare di 35°, dotata di innovativi ipersostentatori (slat) regolabili, sul bordo d'attacco e flap sul bordo d'uscita, eliminazione degli alloggiamenti alari per il rientro del carrello, per cui l'elemento anteriore rimaneva l'unico retraibile. L'L-39-1 volò per la prima volta il 23 aprile 1946, dimostrando la necessità di superfici di coda supplementari e di aumentare la lunghezza della fusoliera verso la coda per bilanciare meglio l'aereo in volo. Si intervenne quindi ridisegnando l'impennaggio, venne inoltre utilizzata un'elica tripala alleggerita, proveniente da un P-39Q-10; il secondo esemplare, l'L-39-2, incorporò fin dall'inizio tali modifiche. In seguito l'L-39-1 venne inviato alla National Advisory Committee for Aeronautics (NACA) presso il Langley Research Center per effettuare prove in galleria del vento per lo studio e l'acquisizione di numerosi ed importanti dati.
L'L-39-2 venne utilizzato anche come laboratorio volante per gli studi sull'ala a freccia di 40° destinata ad equipaggiare il Bell X-2.

## Tecnica
L'aereo P-63 divenne ciò che il suo predecessore P-39 sarebbe potuto diventare, se fosse stato sviluppato per sfruttare al meglio le sue possibilità, in particolare per il turbocompressore affidabile ora finalmente disponibile. La differenza era anche costituita da un'ala a profilo laminare e un motore Allison V-1710 da 1 300-1 500 CV a seconda dei modelli, abbinato ad un'elica quadripala per sfruttare al meglio la potenza erogata.
La struttura, pesante ma avanzata dal punto di vista sia costruttivo che aerodinamico, era analoga al modello P-39 precedente, ma introduceva per le ali estremità tronche e soprattutto profili laminari, capaci di ridurre la resistenza aerodinamica in misura considerevole.
Questo velivolo era la risposta della Bell al North American P-51 Mustang. Ottimizzato come cacciabombardiere multiruolo, aveva un armamento di 4 mitragliatrici calibro 12,7 mm e un cannone da 37 mm di nuovo modello, mentre le bombe aumentavano da una a tre.
Le corazze protettive, già abbondanti, vennero ancora aumentate fino ad essere addirittura fondamentali per i modelli bersaglio-volante.
Con una velocità di ben 580 km/h a bassa quota era un ottimo velivolo d'attacco, che tuttavia rimaneva valido anche a 7 600 metri, dove raggiungeva i 660 km/h e poteva salire ben oltre gli 11 000 grazie al turbocompressore; questo nonostante un peso elevatissimo, che ammontava a quasi 4860 kg a pieno carico.
L'autonomia a 608 km/h raggiungeva i 627 km, ma come massimo poteva superare i 3 300 (grazie ai serbatoi ausiliari), mentre con una bomba da 230 kg era di 730 km.

## Impiego operativo

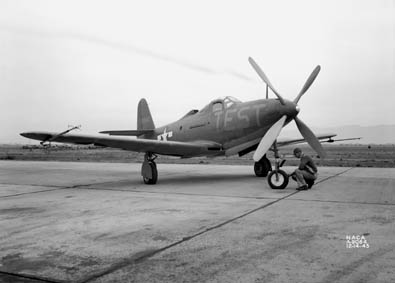
Un P-63 usato nei collaudi

Il P-63 aveva potenzialità molto elevate, malgrado la struttura probabilmente inadeguata per il duello aereo, a causa dei mai risolti problemi di baricentro. Negli Stati Uniti non trovò nessun impiego di prima linea, ricoprendo il ruolo di addestratore avanzato e limitati compiti di difesa aerea continentale. Fu invece largamente impiegato dalla Francia, che lo impiegò nella guerra d'Indocina, fino alla fine del decennio.
L'URSS ne ricevette migliaia, ottenendo la gran parte di quelli costruiti ed impiegandoli come cacciabombardieri fin oltre la fine della guerra. Sono giunte scarse informazioni sul loro impiego operativo.

### Francia
L'Armée de l'air ricevette non più di duecento esemplari di P-63C (alcune fonti indicano per la precisione 114 velivoli) consegnati nel luglio del 1945, due mesi dopo la fine del conflitto in Europa.
I Kingcobra francesi furono ben presto dismessi per ragioni di budget, in favore dei P-47 Thunderbolt ma con lo scoppio della guerra d'Indocina dovettero essere rimessi in condizioni operative, in quanto gli Stati Uniti in un primo tempo espressero il loro veto circa l'utilizzo in combattimento del Thunderbolt. Molti Kingcobra furono trasportati sul teatro operativo con la portaerei Dixmude e furono utilizzati prevalentemente in compiti di supporto tattico. I P-63 furono progressivamente sostituiti, tra l'estate del 1950 ed il febbraio del 1951, dagli F6F Hellcat e dagli F8F Bearcat.Alcuni P-63 francesi pare siano stati recuperati ed utilizzati dal Vietnam del Nord.

### Honduras
In seguito alla conclusione del Trattato interamericano di assistenza reciproca gli Stati Uniti fornirono cinque esemplari di P-63E alla Fuerza Aérea y Escuela de Aviación Militar. Consegnati in volo da Miami, tra i mesi di ottobre del 1948 e quello del luglio successivo, gli aerei furono basati a Tegucigalpa e rimasero in servizio fino al 1957, sostituiti successivamente con F4-U Corsair già appartenuti alla United States Navy.
Uno dei Kingcobra honduregni dopo la radiazione non fu restituito agli USA, ma utilizzato come gate guardian della base dell'aviazione adiacente all'Aeroporto Internazionale Toncontín.

### Regno Unito
Le autorità militari britanniche furono destinatarie, a partire dal 1944, di due P-63 nell'ambito della Legge Affitti e prestiti che vennero assegnati al Royal Aircraft Establishment che li impiegò per una serie di ricerche sul profilo alare a flusso laminare che dimostrarono gli effetti negativi sull'efficienza delle ali causati dal personale che vi saliva (in genere per le manutenzioni), dai tubi per il rifornimento del carburante e persino dagli insetti.
Uno dei due aerei venne danneggiato irreparabilmente durante un atterraggio, il secondo fu radiato nel 1948.

### Stati Uniti d'America
Il servizio del Kingcobra nell'USAAF fu estremamente ridotto e limitato a reparti d'addestramento, per quanto avanzato. Gli esemplari di P-63A presi in carico dall'aviazione statunitense furono ben presto radiati ed accantonati nelle aree di stoccaggio di Kingman (Arizona) e di Ontario (California), mentre gli RP-63A furono impiegati per l'addestramento dei mitraglieri destinati a far parte degli equipaggi degli aerei da bombardamento.

### Unione Sovietica
La maggior parte dei 3 303 Kingcobra prodotti furono assegnati alla V-VS sulla base, anche in questo caso, della legge Affitti e prestiti: furono circa 2 400 gli esemplari trasferiti, tra il 1942 ed il 1945, lungo la rotta "ALSIB"; di questi risulta che 21 siano andati perduti per incidenti durante il viaggio.
Malgrado il numero considerevole di aerei, le notizie relative alla loro carriera operativa con l'aviazione sovietica sono decisamente scarne; secondo alcuni la larga disponibilità di aerei da caccia consentì all'aviazione sovietica di effettuare una valutazione approfondita del modello prima di destinarlo a compiti di prima linea. Il processo valutativo si sarebbe protratto a tal punto che il Kingcobra non sarebbe stato utilizzato in operazioni contro la Germania ma avrebbe invece trovato impiego durante la breve campagna contro il Giappone, quasi esclusivamente in missioni di scorta ai bombardieri o di attacco al suolo dato che l'aviazione giapponese era ormai ridotta ai minimi termini e le occasioni di combattimento contro aerei da caccia nemici erano estremamente sporadiche.
Nel dopoguerra il Kingcobra rimase in servizio di prima linea con la V-VS e ricevette il nome in codice NATO "Fred"; il modello risultò utile per la conversione dei piloti all'impiego dei nuovi jet, in particolare per la configurazione tricicla del carrello d'atterraggio, comune ai velivoli di nuova concezione.
Il P-63 rimase in linea nell'aviazione sovietica fino ai primi anni cinquanta; vi sarebbero racconti di piloti statunitensi che avrebbero incontrato alcuni Kingcobra nel corso della guerra di Corea ma tali notizie non trovano riscontro documentale.

## Versioni
- XP-63: due prototipi andati entrambi perduti nei collaudi; primo volo nel dicembre 1942.
- XP-63A : modello modificato per la produzione in serie.
- P-63A: modello basico; 1 725 esemplari prodotti.
- P-63C: versione con corazze aggiuntive, pinna stabilizzatrice ventrale e motore da 1 500 CV V-1710-117; 1 225 esemplari prodotti.
- P-63D: tettuccio a "goccia" e motore migliorato; unico esemplare.
- P-63E: 13 macchine prodotte con tettuccio normale, 2 930 esemplari ordinati in un primo momento ma in seguito cancellati.
- P-63F: ultimo modello prodotto; deriva verticale ancora ridisegnata e alcuni miglioramenti. Solo 2 esemplari prodotti.
- RP-63A/B/C: versioni bersaglio per l'addestramento dei mitraglieri dei bombardieri: impiegando proiettili frangibili in gomma, aprivano il fuoco contro queste macchine dotate di corazze aggiuntive per il pilota e il motore, per un peso di oltre 1 tonnellata, oltre a sensori che rilevavano i colpi a bordo e segnalavano con una luce ai mitraglieri quando erano colpiti dal loro fuoco. Questo addestramento aumentò la preparazione degli equipaggi che in tal modo arrivavano nel teatro operativo già allenati in maniera realistica a respingere gli attacchi dei caccia. Furono prodotti 242 esemplari delle tre versioni, alcuni dei quali in seguito usati anche come velivoli-bersaglio teleguidati per prove distruttive.
- P-63 racer: due macchine modificate nel dopoguerra per le corse da primato e la conquista di record. Quasi a sottolineare la difficoltà di padroneggiare questo tipo di velivolo, entrambe andarono perdute uccidendo i piloti.[20][21]
- P-63 UTI: sviluppo biposto da addestramento avanzato realizzato in Unione Sovietica.

## Utilizzatori

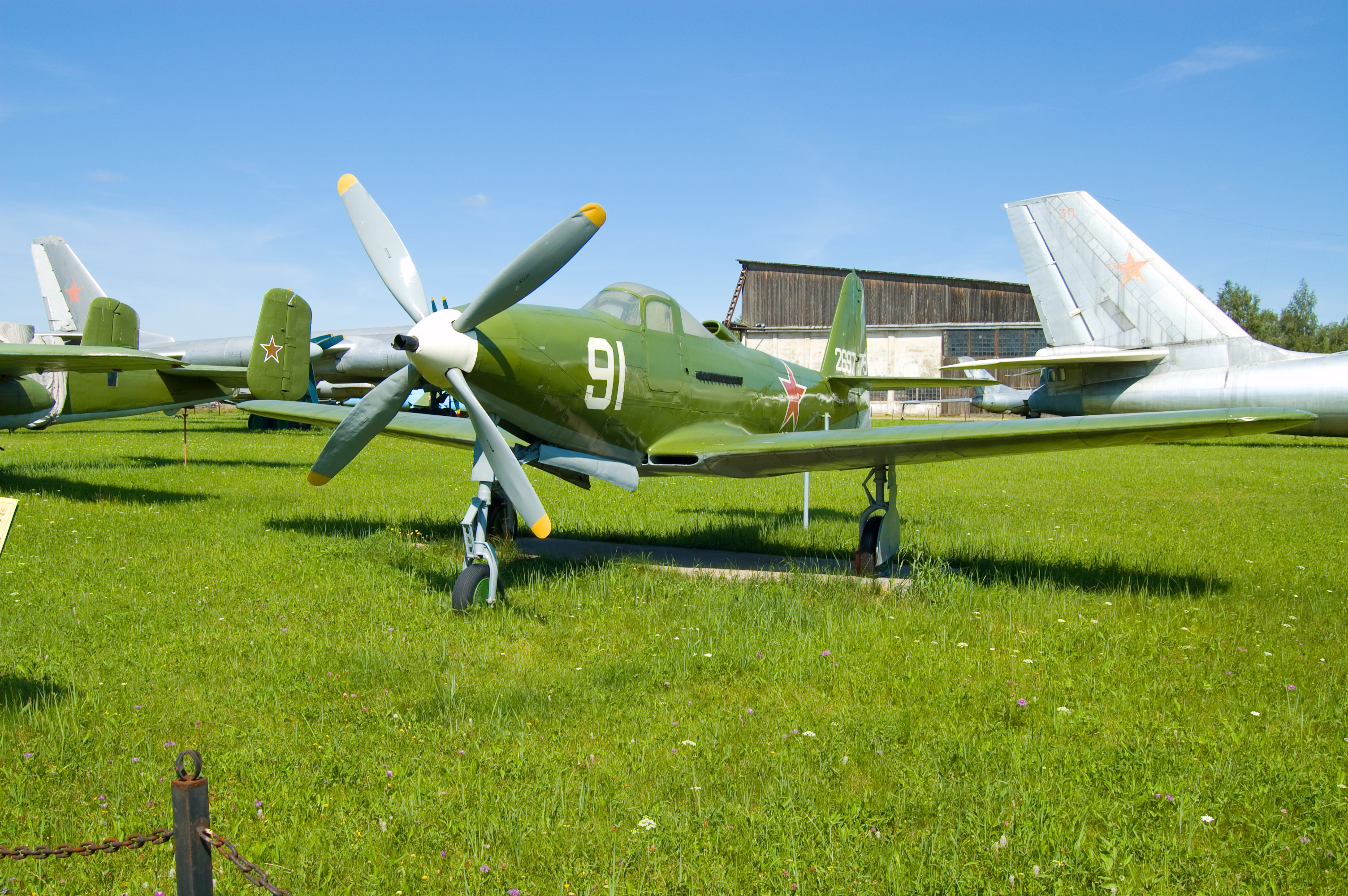
Il P-63 Kingcobra con livrea sovietica ex VVS esposto al Museo centrale della Federazione Russa delle aeronautiche militari di Monino.

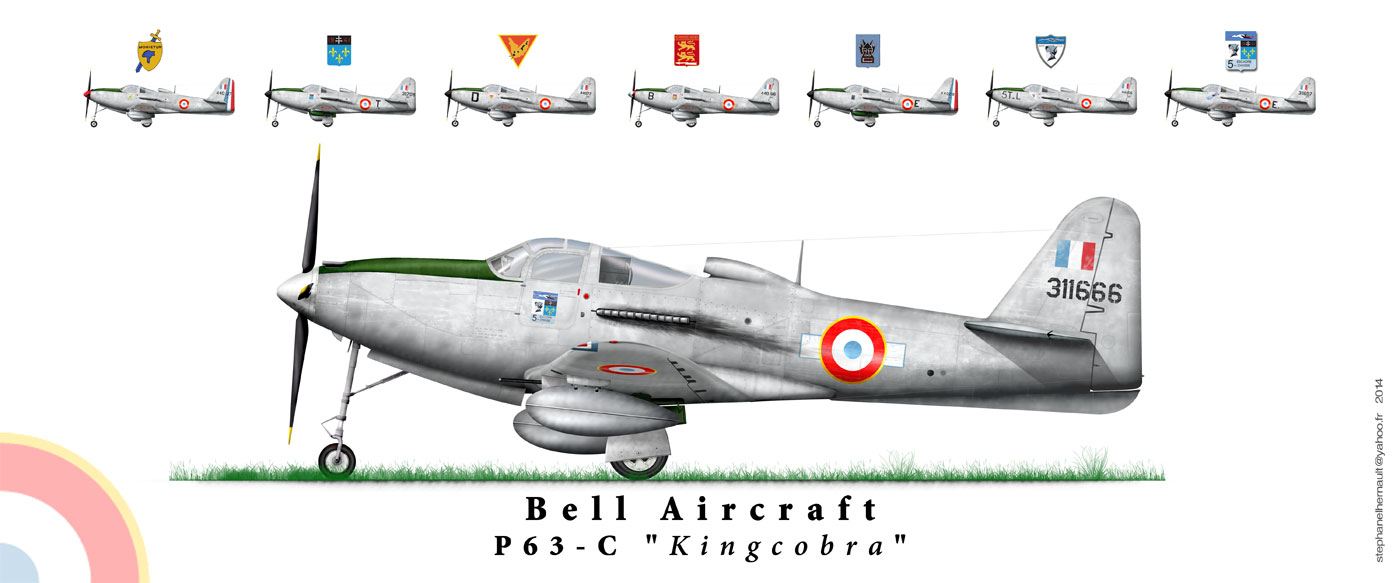
P63C Armée de l'air France

Francia
- Armée de l'air

 Honduras
- Fuerza Aérea Hondureña

operò con alcuni esemplari nel secondo dopoguerra.
 Regno Unito
- Royal Air Force

operò con solo due esemplari
 Stati Uniti
- United States Army Air Corps
- United States Army Air Forces

 Unione Sovietica
- Voenno-vozdušnye sily

## Velivoli comparabili
Germania
- Messerschmitt Me 509

 Italia
- Piaggio P.119

### Annotazioni
1. ↑  profilo simmetrico: le cifre 00 indicano che non vi è curvatura ed il 15 indica che lo spessore massimo è il 15% della sua lunghezza
2. ↑  Denominazione all'epoca della Fuerza Aérea Hondureña
3. ↑  ALSIB: sigla indicante il percorso di volo degli aerei tra l'ALaska e la SIBeria

### Fonti
1. ↑  Jane 1946, p. 207.
2. 1 2  Angelucci e Matricardi 1978, p. 100.
3. ↑  Matthews 1996, p. 171.
4. ↑  Matthews 1996, p. 182.
5. ↑  Pelletier 1992, p. 42.
6. ↑  Gordon 2008, pp. 450-451.
7. ↑  Dean 1997, pp. 410, 602.
8. ↑  , (EN) W.G. Williams, Testing The First Supersonic Aircraft: Memoirs of NACA Pilot Bob Champine." NF166, January 1992. Excerpted from Wings Magazine, February 1991 Edition, su nasa.gov. URL consultato il 1º aprile 2009 (archiviato dall'url originale il 7 aprile 2019).
9. ↑  Phillips, William Hewitt. "Journey in Aeronautical Research: A Career at NASA Langley Research Center, Problems Encountered as a Result of Wartime Developments." Monographs in Aerospace History, Number 12, 1945, Chapter 6. Retrieved: 17 July 2011.
10. ↑  (EN) Joe Baugher, Swept-wing L-39, su Joe Baugher's Encyclopedia of American Military Aircraft, http://joebaugher.com/, 18 settembre 1999. URL consultato il 17 luglio 2011.
11. ↑  Hardesty 1991, p. 253.
12. 1 2 3 4  Pelletier, 1992, p. 47.
13. 1 2 3 4 5 6 7  Kingcobra in service / P-63 modifications, www.airvectors.net.
14. 1 2  French P-63s, www.joebaugher.com.
15. 1 2 3 4  Pelletier, 1992, p. 48.
16. 1 2 3 4 5 6  Pelletier, 1992, p. 46.
17. ↑  P-39 / P-63, www.uswarplanes.net.
18. 1 2 3 4  P-63s in the Soviet Union, www.joebaugher.com.
19. ↑  Warplanes to Siberia: The Secret Airway, alsib.org.
20. ↑  Johnsen 1998, p. 67.
21. ↑  Johnsen 1998, p. 94.

### Pubblicazioni
- (EN) Alain J. Pelletier, French 'Kings' - Bell P-63 Kingcobras in Indochina, in Air Enthusiast, No 72, 1997.